# Madame Bovary (film 1947)
Madame Bovary  è un film del 1947 diretto da Carlos Schlieper. Si tratta di una versione molto fedele, di produzione totalmente Argentina, del celebre romanzo Madame Bovary di Gustave Flaubert.